# Campillo de Arenas
Campillo de Arenas è un comune spagnolo di 2 140 abitanti situato nella comunità autonoma dell'Andalusia.